# ألان ليتل
ألان ليتل (بالإنجليزية: Alan Little)‏ (5 فبراير 1955 في المملكة المتحدة - 8 أغسطس 2024) هو مدرب كرة قدم ولاعب كرة قدم بريطاني في مركز الوسط. لعب مع أستون فيلا ونادي بارنسلي ونادي توركي يونايتد ونادي دونكاستر روفرز ونادي ساوثيند يونايتد ونادي هارتلبول يونايتد ونادي هاليفاكس تاون.

## وصلات خارجية
- ألان ليتل على موقع Soccerbase.com (مدرب) (الإنجليزية)